# 2019 par pays en Amérique
Pour les pays d'Amérique du Nord, voir : 2019 au Canada, 2019 aux États-Unis, et 2019 au Mexique.

## Petites Antilles
- 18 novembre élections législatives à Montserrat.

## Argentine
- 21 janvier : le Piper PA-46 Malibu transportant Emiliano Sala et son pilote s’abîme dans la Manche.
- 16 juin : grande panne de courant en Argentine, au Paraguay et en Uruguay.
- 27 octobre : élections législatives et présidentielle, le candidat d'opposition péroniste de centre-gauche Alberto Fernández est élu président d'Argentine au premier tour.

## Bahamas
- 1er septembre : l'ouragan Dorian cause au moins 50 morts et d'importants dégâts, principalement aux îles Abacos et Grand Bahama.

## Belize
- 8 mai : référendum.

## Bolivie
- 20 octobre : élections générales ; les résultats officiels donnent le président sortant Evo Morales vainqueur au premier tour, mais des suspicions de fraude électorales entraînent trois semaines de crise.
- 10 novembre : le président Evo Morales annonce sa démission à la suite de cette crise et un potentiel coup d’État policier[1].

## Canada
- 21 octobre : élections fédérales.

## Colombie
- 17 janvier : un attentat à la voiture piégée contre l'école de police de Bogota fait 21 morts[2].
- 28 juillet : le coureur cycliste colombien Egan Bernal remporte la 106e édition du Tour de France.
- 27 octobre : élections régionales en Colombie.

## Costa Rica
- 21 février : une famille française non vaccinée, composée de deux parents (de 30 et 35 ans) et d'un enfant de 5 ans, est officiellement suspectée d'avoir réintroduit la rougeole au Costa Rica, alors que celle-ci avait disparu du pays en 2014. Arrivée sur le territoire costaricien le 18 février, elle est maintenue en isolement à l'Hôpital Monseñor Sanabria (es) de Puntarenas[3].
- 25 juin : un tremblement de terre de magnitude 6,2 se produit à la frontière entre le Panama et le Costa Rica[4].

## Cuba
- 24 février : la population approuve par référendum constitutionnel l'adoption d'une nouvelle constitution remplaçant celle de 1976
- 10 octobre : Miguel Díaz-Canel est reconduit dans ses fonctions lors de l'élection présidentielle,

## Guatemala
- 16 juin : élections législatives, présidentielle et municipales.
- 11 août : second tour de l'élection présidentielle, remportée par le conservateur Alejandro Giammattei.

## Jamaïque
- 22 juin : impact du petit astéroïde 2019 MO au large des côtes de la Jamaïque.

## Panama
- 22 au 27 janvier : Journées mondiales de la jeunesse.
- 5 mai : élections législatives, présidentielle et municipales.
- 17 décembre : une fusillade dans une prison fait 14 morts et 11 blessés.

## Paraguay
- 16 juin : grande panne de courant en Argentine, au Paraguay et en Uruguay.

## Pérou
- 30 septembre : dissous quelques heures plus tôt, le parlement péruvien vote la suspension du président Martín Vizcarra.
- 5 octobre : le président péruvien Martín Vizcarra annonce que la crise politique ouverte le 30 septembre, quand le Congrès dissous le même jour avait voté sa suspension, a été surmontée.

## Porto Rico
- 28 août : passage de l'ouragan Dorian.

## Salvador
- 3 février : élection présidentielle, Nayib Bukele est élu au premier tour.

## Uruguay
- 16 juin : grande panne de courant en Argentine, au Paraguay et en Uruguay.
- 27 octobre : élections législatives et présidentielle et référendum constitutionnel.
- 24 novembre : élection présidentielle (2e tour), Luis Alberto Lacalle Pou est élu.

## Venezuela
- 10 janvier : déclenchement d'une crise présidentielle.
- 21 janvier : insurrection d'une petite partie de la Garde nationale bolivarienne et de manifestants sympathisants qui appellent à destituer Nicolás Maduro, les insurgés sont tous capturés par des soldats loyalistes et la police[5]
- 23 janvier : le président de l'Assemblée nationale, Juan Guaidó, s'autoproclame président de la République par intérim, en concurrence avec le président élu, Nicolás Maduro ; Guaidó est reconnu comme le président légitime sur la scène internationale le jour-même par l'Organisation des États américains et par les présidents des États-Unis, du Brésil, du Pérou, du Canada, de la Colombie, de l'Argentine et du Chili[6] ; ceux du Mexique de la Bolivie[6], et de Cuba maintiennent leur soutien à Maduro.
- 6 mars : le gouvernement vénézuélien de Nicolás Maduro expulse l'ambassadeur d'Allemagne Daniel Martin Kriener pour "ingérence dans les affaires internes" car il avait accueilli Juan Guaidó à son arrivée à l'aéroport international de Caracas - l'Allemagne reconnaissant Guaidó comme le président légitime du Venezuela[7].